# Znělá postalveolární frikativa
Znělá postalveolární frikativa je souhláska, která se vyskytuje v mnoha jazycích. V mezinárodní fonetické abecedě se označuje symbolem ʒ, číselné označení IPA je 135, ekvivalentním symbolem v SAMPA je Z.

## Charakteristika
- Způsob artikulace: třená souhláska (frikativa) patřící mezi sykavky. Vytváří se pomocí úžiny (konstrikce), která se staví do proudu vzduchu, čímž vzniká šum – od toho též označení úžinová souhláska (konstriktiva).
- Místo artikulace: zadodásňová souhláska (postalveolára), částečně palatizovaná (palatizace). Úžina se vytváří mezi jazykem a dásňovým obloukem a částečně i tvrdým patrem.
- Znělost: Znělá souhláska – při artikulaci hlasivky vibrují. Neznělým protějškem je ʃ.
- Ústní souhláska – vzduch prochází při artikulaci ústní dutinou.
- Středová souhláska – vzduch proudí převážně přes střed jazyka spíše než přes jeho boky.
- Pulmonická egresivní hláska – vzduch je při artikulaci vytlačován z plic.

## V češtině
V češtině se tato hláska zaznamenává písmenem Ž, ž.